# Atlantic Coast Line Railroad
L'Atlantic Coast Line Railroad (identifiée par l'AAR sous le sigle ACL) était une compagnie américaine de chemin de fer de classe I qui exista entre 1900 et le 1er juillet 1967, date de sa fusion avec son vieux rival le Seaboard Air Line Railroad, pour former le Seaboard Coast Line Railroad. La compagnie était basée à Jacksonville, Floride (et, avant 1961, à Wilmington, Caroline du Nord). Après d'autres fusions et consolidations, l'ancien ACL fait désormais partie de CSX Transportation, également basé à Jacksonville, Floride.

## Les ancêtres en Caroline du Nord
Le Wilmington & Raleigh Railroad, créé en 1835, ouvrit en 1840 pour relier Wilmington, Caroline du Nord à Weldon, où le Petersburg Railroad continuait vers Petersburg, Virginie ; en 1855, il devint le Wilmington & Weldon Railroad.
Une seconde compagnie le Wilmington & Manchester Railroad fut créée en 1846, et ouvrit en 1853 pour relier Wilmington à Camden Crossing, Caroline du Sud ; après la guerre civile, il fut réorganisé en 1870 en Wilmington Columbia & Augusta Railroad; il ouvrit une extension vers Columbia en 1873, mais n'atteignit jamais Augusta, Géorgie. Dès 1872, il loua le Wilmington & Weldon Railroad permettant une ligne continue via Wilmington, qui fut surnommée Atlantic Coast Line ; mais cette location prit fin en 1879 lors de la banqueroute du Wilmington Columbia & Augusta Railroad, qui se réorganisa en 1880 sous le même nom.
Au fil des ans, le Wilmington & Weldon acheta beaucoup d'autres lignes, dont le Wilson & Fayetteville Railroad reliant Wilson à Pee Dee, Caroline du Sud, où il se connectait avec le Wilmington Columbia & Augusta Railroad.

## Les ancêtres en Caroline du Sud
Le Northeastern Railroad fut créé en 1851 et ouvrit en 1856, reliant Charleston à Florence où il se connectait avec le Wilmington & Manchester Railroad.
Le Central Railroad fut créé en 1881 et ouvrit en 1882 pour relier Lane sur le Wilmington & Manchester Railroad à Sumter sur le Wilmington Columbia & Augusta Railroad. Il fut toujours loué par les 2 compagnies qu'il connectait.
Le 18 juillet 1898, l'Atlantic Coast Line Railroad of South Carolina fut créé comme une consolidation du Wilmington Columbia & Augusta Railroad et du Northeastern Railroad, avec plusieurs autres compagnies: 
- le Florence Railroad (créé en 1882) reliant le Wilson & Fayetteville Railroad au Wilmington Columbia & Augusta à Pee Dee;
- le Cheraw & Darlington Railroad (créé en 1849 et ouvert en 1853) reliant Florence à Cheraw via Darlington;
- le Manchester & Augusta Railroad (créé en 1875) reliant Sumter à Denmark.

Le 30 juin 1899, l'ACL réalisa une connexion au Charleston & Western Carolina Railway à Robbins.
Le Charleston Sumter & Northern Railroad fit faillite en 1892 à la suite de l'incendie du pont sur le Santee River, et fut racheté par l'ACL en 1895 qui le rebaptisa Charleston & Northern Railroad.
Le Manchester & Augusta Railroad et le Cheraw & Darlington Railroad furent intégrés dans l'ACL en 1898. En 1899, l'ACL acquit 50 % du Georgia Railroad & Banking Company (contrôlé depuis 1898 par le Louisville & Nashville Railroad); ainsi grâce au Manchester & Augusta et au Georgia, l'ACL avait accès à Atlanta et Macon.
En 1899, l'ACL acquit le Charleston & Western Carolina Railway reliant Port Royal vers Anderson, Greenville et Spartanburg situés dans le nord du South Carolina.

## Les ancêtres en Virginie
Le Petersburg Railroad fut créé en 1830 et ouvrit en 1833 pour relier Petersburg, Virginie à Garysburg, Caroline du Nord, duquel il atteignait Weldon grâce à des droits de passages sur le Seaboard & Roanoke Railroad (supprimé ensuite grâce à un nouveau tracé).
Le Richmond & Petersburg Railroad fut créé en 1836 et ouvrit en 1838 pour relier Petersburg à Richmond. En mars 1898, le Petersburg Railroad fusionna avec le Richmond & Petersburg pour donner l'Atlantic Coast Line Railroad of Virginia, le 21 novembre suivant.
Le Chowan & Southern Railroad  fut créé en 1887, puis rapidement renommé Norfolk & Carolina Railroad en 1889, ouvrit en 1890 pour relier Tarboro, Caroline du Sud sur le Wilmington & Weldon Railroad à Pinner's Point, Virginie.

## Les ancêtres en Géorgie et Floride
Le Plant System regroupant des chemins de fer et des bateaux à vapeur dans le sud des États-Unis, fut créé par Henry B Plant qui développa la côte ouest de la Floride. Après sa mort en 1899, le Plant System fut repris par l'ACL en 1902. La ligne d'origine du Plant System fut le Savannah Florida & Western Railway qui parcourait le sud de la Géorgie.

## La naissance de l'ACL

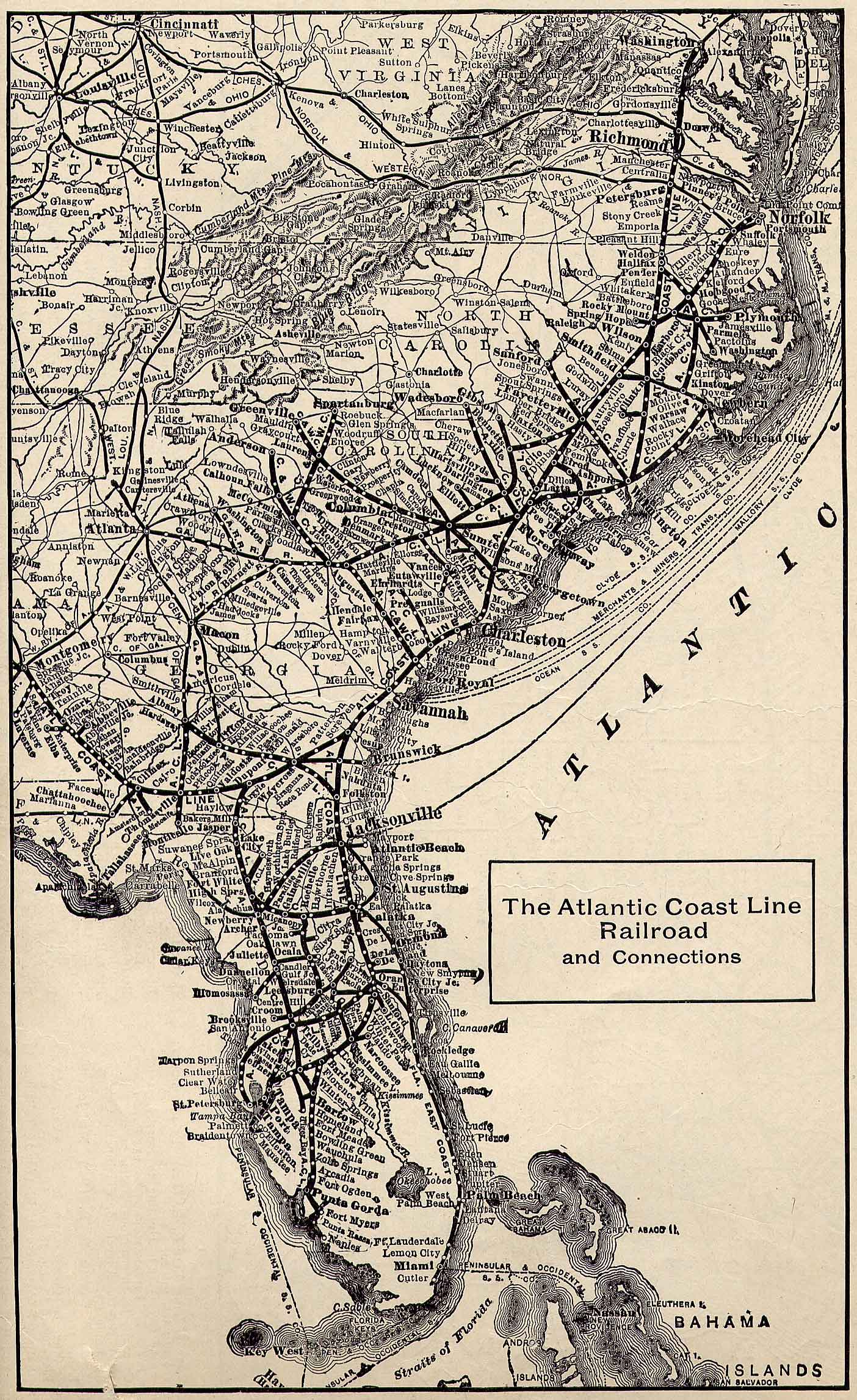
Carte montrant le réseau du ACL en 1914

L'Atlantic Coast Line Company fut créée le 29 mai 1898 comme holding d'un vaste système de chemins de fer allant de Richmond et Norfolk, Virginie vers Augusta, Géorgie et traversant cinq États américains. Puis l'ACL fut créé le 21 avril 1900 à la suite de la fusion de l'Atlantic Coast Line Railroad of South Carolina, de l'Atlantic Coast Line Railroad of Virginia, du Wilmington & Weldon Railroad et du Norfolk & Carolina Railroad.
En 1902, l'ACL acquit l'important Plant System, s'étendant de Charleston, Caroline du Sud à Waycross via Savannah, Georgie, avec des extensions vers Albany, Géorgie, Montgomery, Alabama et de nombreux points en Floride dont la ligne principale vers Tampa. Le Jacksonville & Southwestern Railroad fut acheté le 28 juillet 1904, reliant Jacksonville, Floride à Newberry. Dans ces années là, l'ACL bâtit une nouvelle ligne entre High Springs et Juliette, Floride, se connectant à 2 des lignes du Plant System et formant un raccourci autour de Gainesville pour aller vers la côte ouest de la Floride.
L'ACL acheta l'important Louisville & Nashville Railroad le 1er novembre 1902, mais leurs exploitations restèrent indépendantes jusqu'en 1972, où un marketing commun fut instauré sous le nom de Family Lines System. En 1903 fut ouverte une liaison entre Climax, Géorgie et Amsterdam.
Le 1er juillet 1912, l'ACL acheta le Conway Coast & Western Railroad, lui donnant l'accès à Myrtle Beach, Caroline du Sud. Le 15 octobre 1913, l'ACL acquit le Sanford & Everglades Railroad, une petite ligne près de Sanford, Floride. L'achat du Florida Central Railroad le 27 février 1915, permit d'atteindre Fanlew, Floride. En juillet 1922, l'ACL acquit le Rockingham Railroad, permettant de prolonger l'ancien Charleston Sumter & Northern Railroad de Gibson, Caroline du Nord à Rockingham. Cette même année, l'ACL loua le Virginia & Carolina Southern Railroad, allant de Fayetteville, Caroline du Nord à Lumberton avec une extension vers Elizabehtown.

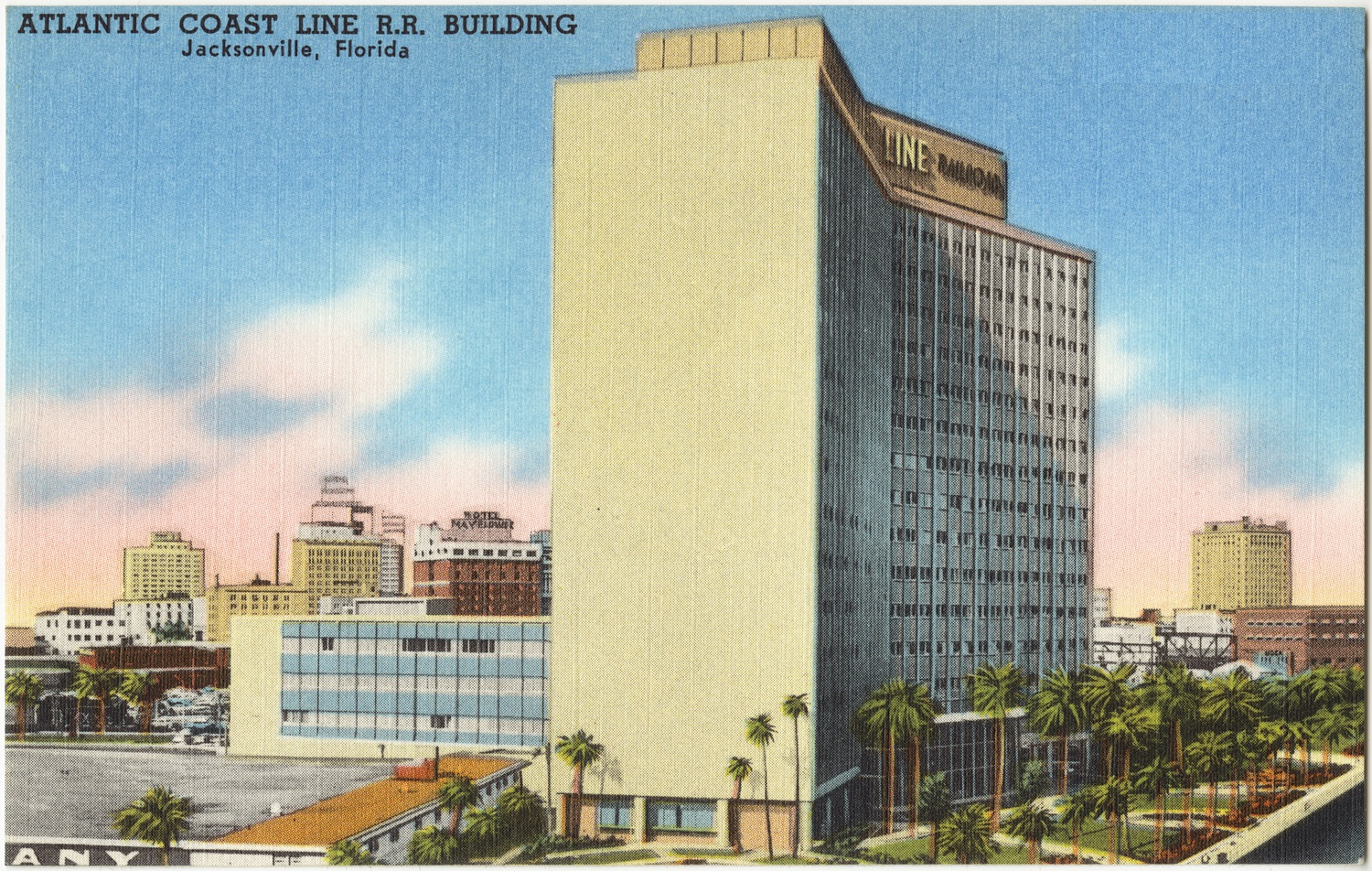
Bureau-chef du Atlantic Cost Line, à Jacksonville, Floride

Le 1er juillet 1925, il acquit le Moore Haven & Clewiston Railway, et le 8 décembre 1928 le Deep Lake Railroad reliant le port d'Everglades City sur le golfe du Mexique à Deep Lake; ces 2 petites compagnies faisaient partie d'une nouvelle ligne  se détachant de l'axe principal à Haines City pour desservir Everglades City, et Lake Harbor sur le lac Okeechobee via Moore Haven et Clewiston. En 1925, il loua le Fort Myers Southern Railroad (prolongeant la ligne du Florida Southern Railroad de Fort Myers à Marco), ainsi que le Tampa Southern Railroad (partant d'Uceta à l'est de Tampa, à Fort Ogden sur le Florida Southern via Sarasota). En 1926, l'ACL acquit le Columbia Newberry & Laurens Railroad qui reliait Columbia, Caroline du Sud situé à la fin du vieux Wilmington Columbia & Augusta Railroad, vers Laurens dans le nord-ouest. Le 22 novembre 1926, l'ACL réorganisa l'Atlanta Birmingham & Atlantic Railway en Atlanta Birmingham & Coast Railroad, permettant de relier Waycross à Atlanta, Georgie et Birmingham, Alabama, avec un embranchement vers Brunswick à l'est.
Le 1er mai 1927, l'ACL loua le Washington & Vandemere Railroad, permettant au Wilmington & Weldon Railroad de relier Washington à Vandemere dans le sud-est. En 1928, le Perry Cutoff, permit de faire un raccourci entre Thomasville, Géorgie et Dunnellon, Floride via Perry, Floride, avec un embranchement vers Newberry, Floride. De plus la vieille ligne du Tampa & Thonotosassa Railroad fut prolongée vers Vitis dans le nord-est, permettant un raccourci entre Tampa et l'importante ligne ouest de la Floride. L'ACL acquit l'East Carolina Railway reliant Tarboro à Hookerton.

### Les trains de voyageurs notables

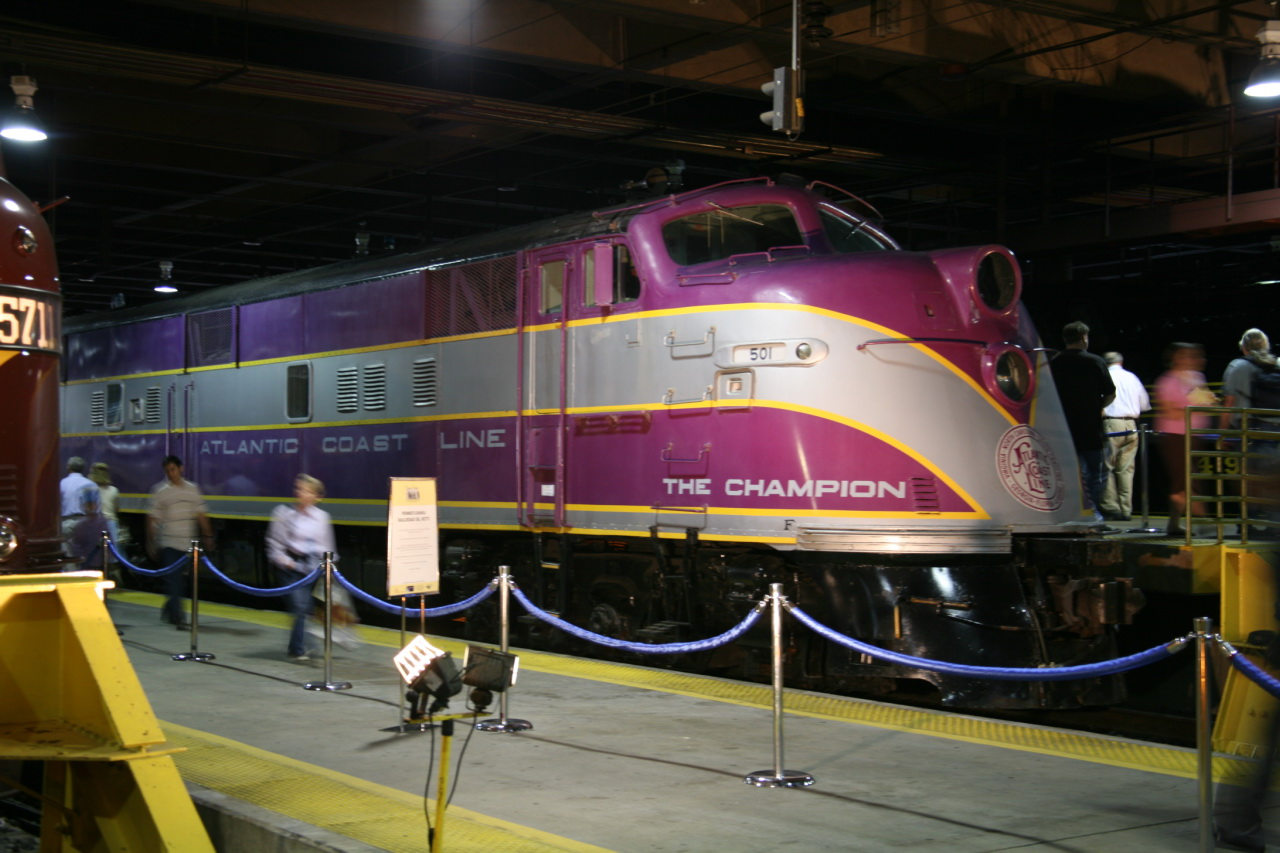
Locomotive EMD E3 utilisée sur la Champion, maintenant au North Carolina Transportation Museum.

- Champion (New York City – Miami ou St Petersburg) de 1939 à 1979
- Everglades (New York - Jacksonville)
- Florida Special (New York - Miami/St. Petersburg)
- Gulf Coast Special (New York - Tampa/Ft. Myers/St. Petersburg)
- Havana Special (New York - Key West, prior to 1935 Hurricane)
- Miamian (Washington - Miami)
- Palmetto (New York - Savannah/Augusta/Wilmington)
- Vacationer (New York - Miami)

## Le SCL
Le 1er juillet 1967, l'ACL (alias Coast Line) fusionna avec son rival de toujours, le Seaboard Air Line Railroad (alias Seaboard), pour constituer le Seaboard Coast Line Railroad. En 1972 le Seaboard Coast Line et le Louisville & Nashville Railroad commencèrent leur marketing commun sous le nom de Family Lines System. Cela incluait aussi leurs filiales: Georgia Railroad, Atlanta & West Point Railroad, Clinchfield Railroad et Western Railway of Alabama. Mais malgré une peinture et un logo commun, ces compagnies continuèrent d'opérer séparément.
En 1980, la holding  Seaboard Coast Line Industries fusionna avec la holding Chessie System pour former la nouvelle holding CSX Corporation. Le 29 décembre 1982, SCL, L&N ainsi que les autres petites compagnies intégrées au Family Lines System (Georgia Railroad, Atlanta & West Point Railroad, Clinchfield Railroad et Western Railway of Alabama), fusionnèrent pour donner naissance à Seaboard System Railroad.

## Le CSXT
Le 1er juillet 1986, le CSX Transportation absorba le SBD. Et finalement le 31 août 1987, le CSX Transportation absorba le Chesapeake & Ohio qui venait de fusionner le Baltimore & Ohio en avril, lequel avait fusionné le Western Maryland en 1983!